# Skrbeň
Skrbeň település Csehországban, a Olomouci járásban. Skrbeň Křelov-Břuchotín, Těšetice, Příkazy és Horka nad Moravou településekkel határos. Lakosainak száma 1134 fő (2024. január 1.).

## Népesség
A település lakosságának változását az alábbi diagram mutatja:
| Lakosok száma | 760  | 913  | 969  | 1015 | 1122 | 1141 | 1184 | 1184 | 1116 | 1134 |
|               | 1869 | 1900 | 1921 | 1961 | 1980 | 2011 | 2016 | 2019 | 2021 | 2024 |